# Just Girls
Just Girls es el nombre de una banda musical de éxito en Portugal compuesta por cuatro jóvenes. Todas saltaron a la fama gracias a la serie juvenil Morangos com Açúcar, lugar donde también apareció por primera vez la banda. A día de hoy sólo han publicado un disco, que ha arrasado en las listas de ventas portuguesas. Sin embargo, su futuro es incierto. La serie de la TVI Morangos com Açúcar es famosa por lanzar a la fama grupos musicales de carreras un tanto efímeras. Los personajes de la serie cambian cada temporada lo que hace que la presencia de las chicas pueda peligrar en la próxima temporada y, por tanto, baje su popularidad (lo que repercutiría en las ventas de sus posibles futuros trabajos).
Esta 'girl band' también puso voz a la sintonía de la serie en su etapa veraniega de la quinta temporada (con una versión realizada especialmente para la serie de su sencillo 'Bye Bye (Vou-me divertir)'. 
Participaron en el Rock in Rio 2008 que se celebró en Lisboa. En 2010 lanzaron su tercer álbum de estudio, que lleva por título 'Popstar'.
Han logrado vender más de 200.000 discos en Portugal, con tres discos de estudio en el mercado. 

## Componentes del grupo
El grupo Just Girls está compuesto por 4 jóvenes cantantes (y actrices en la serie Morangos com Açúcar). Sus nombres son:
- Ana Maria Velez
- Diana Monteiro
- Helga Posser
- Kiara Timas

## Discografía
- Just Girls (2007) - 90 000 copias vendidas (n.º 1 en Portugal)
- Play Me! (2008) - 50 000 copias vendidas (n.º 2 en Portugal)
- Popstar (2010) - 10 000 copias vendidas (n.º 12 en Portugal)

## DVD
- Dança e canta com elas (2008) - 90.000 copias vendidas (n.º 1 en Portugal)
- Ao vivo no Campo Pequeno (2009) - 20.000 copias vendidas (n.º 2 en Portugal)